# Cyber Lane
Cyber Lane, född 2 maj 2013 på Brodda stuteri i Skurup i Skåne län, är en svensk varmblodig travhäst. Han tränas och körs av Johan Untersteiner.
Cyber Lane började tävla i september 2016 och inledde karriären med nio raka segrar. Han har till oktober 2021 sprungit in 14,3 miljoner kronor på 59 starter varav 29 segrar, 10 andraplatser och 7 tredjeplatser. Han har tagit karriärens hittills största segrar i Svenskt Travderby (2017), Breeders' Crown (2017), Solvalla Grand Prix (2017), Copenhagen Cup (2018, 2021) och C.L. Müllers Memorial (2018, 2020). Han har även kommit på andraplats i Svenskt Mästerskap (2018), Copenhagen Cup (2019), Paralympiatravet (2020) och Hugo Åbergs Memorial (2021) samt på tredjeplats i Jubileumspokalen (2018), Sweden Cup (2019) och Hugo Åbergs Memorial (2019).
Han är Raja Mirchis vinstrikaste avkomma. Han är även Untersteiners genom tiderna vinstrikaste häst. Han är den vinstrikaste svenskfödda 4-åringen genom tiderna, före Ina Scot. Han var den näst vinstrikaste travhästen i Sverige under 2017, efter ettan Twister Bi. Samma år utsågs han till "Årets 4-åring".

## Karriär

### Tiden som unghäst

#### Debutåret 2016
Cyber Lane debuterade i lopp den 26 september 2016 på sin hemmabana Halmstadtravet. Han kördes av sin tränare Johan Untersteiner och de segrade med fem längder från ledningen. Den 19 december 2016 på hemmabanan i Halmstad tog han femte raka segern sedan tävlingsdebuten. I karriärens sjätte start, den 28 december 2016 på Halmstadtravet, debuterade han på V75 och segrade från ledningen. Segern var värd 100 000 kronor och blev hans första sexsiffriga seger. V75-segern kom att bli hans sista start för 2016, ett år där han var obesegrad med sex segrar på lika många starter.

#### Genombrottet 2017

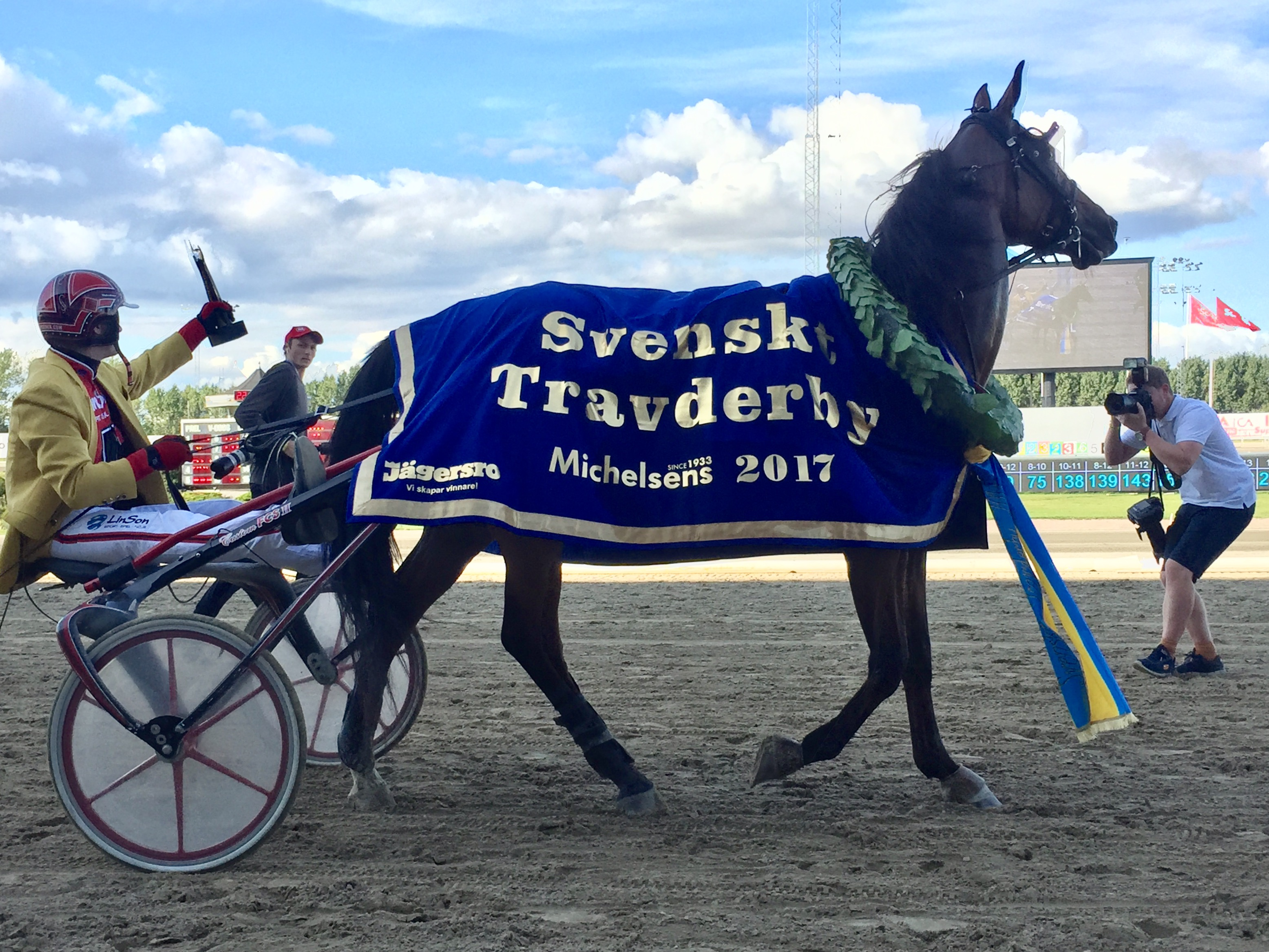
Cyber Lane och Johan Untersteiner efter segern i Svenskt Travderby 2017.

Cyber Lane fick sitt stora genombrott 2017, då han vann flera storlopp och blev den vinstrikaste svenskfödda 4-åriga travhästen genom alla tider. Följaktligen utsågs han även till "Årets 4-åring" vid Hästgalan efter sina framgångar.
Cyber Lane inledde året med att segra i ett spårtrappelopp den 30 januari 2017 på Halmstadtravet. Årsdebuten följdes upp med ytterligare en seger den 11 februari 2017 i Margaretas Tidiga Unghästserie på Solvalla. Segern, värd 300 000 kronor, var hans dittills största seger. Han tog sedan sin nionde raka seger den 8 maj 2017 i ett av deltävlingsloppen till Breeders' Crown. Karriären tionden starten gjordes i Ina Scots Ära den 3 juni 2017 på Mantorpstravet, och här kom karriärens första förlust då han slutade oplacerad bakom bland andra Muscle Hustle och Policy of Truth. Redan i nästa start var han dock tillbaka i vinnarcirkeln efter att ha segrat i ett fyraåringslopp den 26 juni 2017 i Halmstad. Den 19 juli 2017 deltog Cyber Lane i sitt första grupplopp då han startade i Eskilstuna Fyraåringstest och han slutade där på fjärdeplats.
Den 23 augusti 2017 vann Cyber Lane ett av uttagningsloppen till Svenskt Travderby 2017 på Jägersro. Finalen av Svenskt Travderby gick sedan av stapeln den 3 september 2018, och han segrade även där. Segern togs från ledningen med vinnartiden 1.12,3 över distansen 2640 meter med autostart, vilket var en tangering av Poochais (2014) löpningsrekord i loppet. Derbysegern var hans första seger i ett grupplopp och även tränare Untersteiners första seger i ett Grupp 1-lopp. Med Derbysegern gick Cyber Lane även om Treasure Kronos som avelshingsten Raja Mirchis vinstrikaste avkomma.
Cyber Lanes segertåg fortsatte den 29 oktober 2018 på Solvalla, där han segrade i semifinalen av Breeders' Crown för 4-åriga hingstar och valacker. Han vann senare även finalen den 12 november 2018. Med finalsegern i Breeders' Crown blev Cyber Lane den första sedan Sahara Dynamite (2008) att segra i både Derbyt och Breeders' Crown samma år. Årets sista start blev Solvalla Grand Prix den 25 november 2018, där han tog en imponerande seger med fyra längder efter att ha travat utvändigt om ledande Diamanten. Han vann på tiden 1.12,1, vilket var en tangering av löpningsrekordet i loppet från 2014.
Cyber Lanes trippel med segrar i Svenskt Travderby, Breeders' Crown och Solvalla Grand Prix under samma höst hade endast Victory Tilly (1999) tidigare lyckats med. Med 6 935 000 kronor insprunget under 2017 slog han Ina Scots rekord från 1993 och blev den vinstrikaste svenskfödda 4-åriga travhästen under genom tiderna. Han blev med 6,9 miljoner kronor insprunget dessutom Sveriges näst vinstrikaste travhäst under året, endast slagen av Twister Bi som sprang in 9,7 miljoner kronor.
Vid Hästgalan den 23 februari 2018 tilldelades Cyber Lane utmärkelsen "Årets 4-åring" för 2017 och hans tränare Johan Untersteiner utsågs till "Årets Tränare". Han var även en av fyra nominerade hästar i kategorin "Årets Häst", men förlorade utmärkelsen till Readly Express.

### Tiden i den äldre eliten

#### 2018

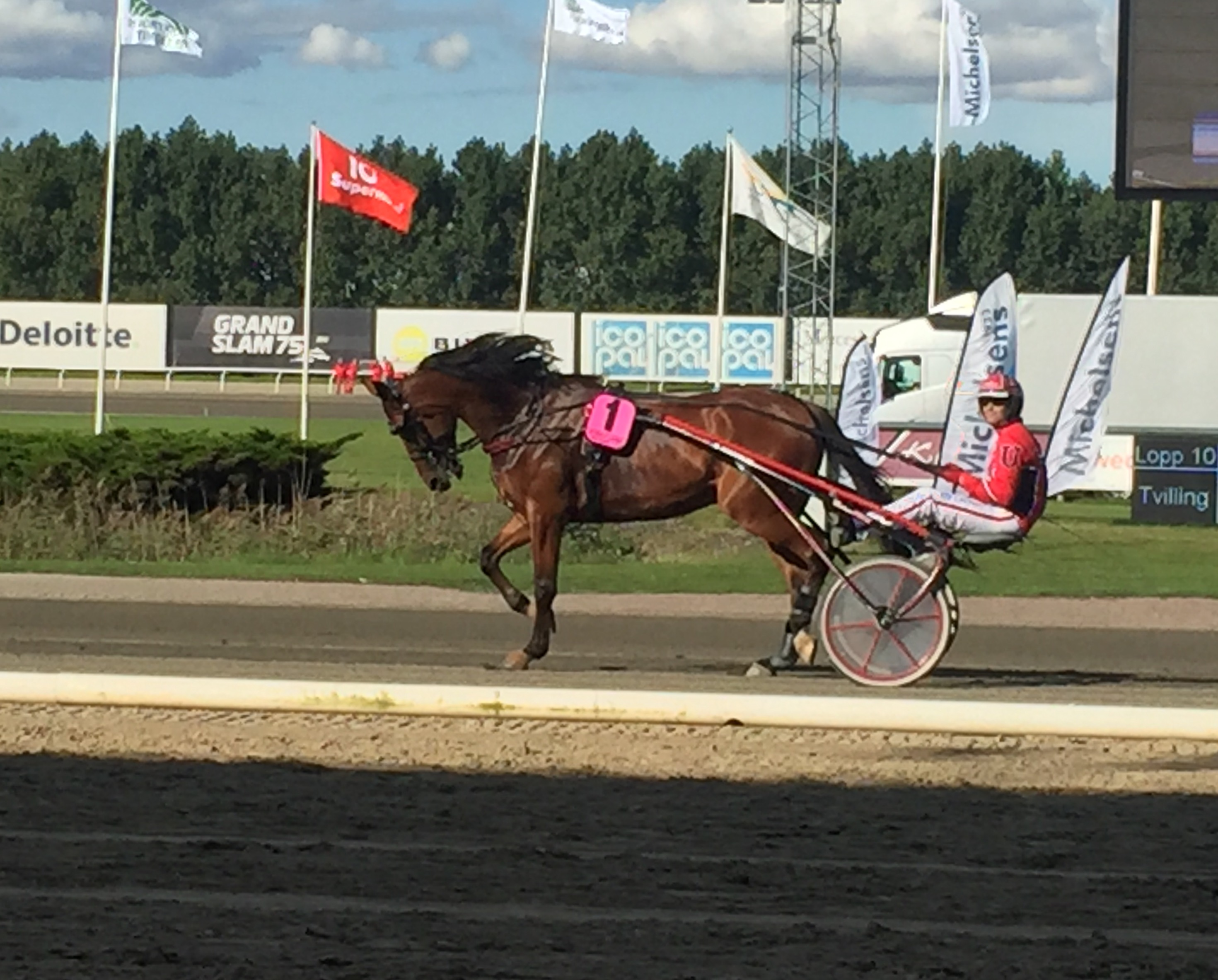
Cyber Lane och Untersteiner värmer upp inför ett lopp på Jägersro.

Som nybliven femåring började Cyber Lane tävla i den äldre eliten. Han årsdebuterade den 23 april 2018 på hemmabanan i Halmstad, och segrade där med flera längder från ledningen. Segern var hans sjunde raka sedan augusti 2017. Den 13 maj 2018 segrade Cyber Lane mot den äldre världseliten i Danmarks största travlopp Copenhagen Cup, som kördes på Charlottenlund Travbane utanför Köpenhamn. Efter segern fick han en inbjudan till 2018 års upplaga av Elitloppet. Tränare Untersteiner meddelade ett par dagar senare att hästen inte kommer att delta i Elitloppet detta år, efter att han i samspråk med ägarna tagit beslutet att låta spara hästen till andra storlopp under sommaren.
Efter Copenhagen Cup deltog Cyber Lane i Norges största travlopp Oslo Grand Prix den 10 juni 2018, där han skar mållinjen som femma. Detta blev senare en fjärdeplats, efter att målettan Urlo dei Venti diskvalificerats för att ha dopats av sin tränare. Nästa start blev Färjestads Jubileumslopp den 30 juni 2018, där han kom trea. Han var tillbaka i vinnarspåret den 20 juli 2018, då han segrade i Femåringspriset på Axevalla under Stochampionatshelgen. I nästa start tog han ytterligare en seger då han vann femåringsloppet Kjell P. Dahlströms Minne den 1 augusti på Mantorpstravet. Med två raka segrar i ryggen, startade han i det stora årgångsloppet Jubileumspokalen den 14 augusti 2018 på Solvalla. Han kom trea i loppet efter att ha fått en tung resa utvändigt om ledande Love Matters. Derbyhelgen 2018 startade han i Birger Bengtssons Minne och tog där en andraplats.
Under hösten 2018 deltog Cyber Lane i årets UET Trotting Masters-final som gick av stapeln den 16 september 2018. I loppet tog han tidigt hand om ledningen, men slutade oplacerad efter att ha haft vinnande Propulsion utvändigt om sig. Den 13 oktober 2018 kom han tvåa i Svenskt Mästerskap, slagen av Readly Express. I detta lopp kördes han av Christoffer Eriksson eftersom tränare Untersteiner befann sig i USA för att köra Pastore Bob i VM-loppet International Trot. Året avslutades med en andraplats bakom Propulsion i C.L. Müllers Memorial den 27 oktober 2018 på Jägersro. I efterhand fråntogs Propulsion sin seger (liksom alla sina andra resultat på svensk mark) då det 2020 framkom att han varit nervsnittad i sina hovar och inte varit startberättigad. Cyber Lanes andraplats blev därför en seger.

#### 2019
Cyber Lane årsdebuterade 2019 i loppet L.C. Peterson-Broddas Minneslöpning den 6 april 2019 på Jägersro. Han blev tvåa i loppet, slagen av stallkamraten Day or Night In. Nästa start för Cyber Lane blev Olympiatravet på Åbytravet den 27 april 2019. Han startade från spår 5 och tog snabbt hand om ledningen före invändiga hästar som Handsome Brad och Cokstile. Han fick senare Propulsion utvändigt om sig, som vann loppet medan Cyber Lane kom på femteplats. Den 12 maj 2019 startade han som titelförsvarare i Copenhagen Cup. Han slutade tvåa i loppet efter att ha travat utvändigt om ledaren.
Han bjöds inte in till Elitloppet 2019, istället startade han i Sweden Cup under lördagen av Elitloppshelgen. Han vann försöket, och slutade sedan trea i finalen. Han tog sedan en imponerande seger under Sprintermästarhelgen den 6 juli 2019 då han segrade med 6 längder i Gulddivisionen från positionen utvändigt om ledaren. Nästa start blev Hugo Åbergs Memorial den 30 juli 2019 på Jägersro, där han skar mållinjen som fyra. Efter denna start hade han passerat 10 miljoner kronor intjänat på karriärens dittills 37 starter. Han blev den 45:e svenskfödda hästen genom tiderna att ta sig över 10 miljoner kronor intjänat. I efterhand fråntogs Propulsion sin seger i Hugo Åbergs Memorial 2019 (liksom alla sina andra resultat på svensk mark) då det 2020 framkom att han varit nervsnittad i sina hovar och inte varit startberättigad. Cyber Lanes fjärdeplats blev därför en tredjeplats. Nästa start blev Sundsvall Open Trot den 24 augusti, där han tog en fjärdeplats i vad som blev den sista starten för året.

#### 2020
Säsongen 2020 årsdebuterade Cyber Lane med att segra i L.C. Peterson-Broddas Minneslöpning den 4 april på Jägersro. Segern innebar att han fick en inbjudan till årets första storlopp Paralympiatravet, som gick av stapeln den 25 april på Åbytravet. Han kom på andraplats i Paralympiatravet, slagen av Elian Web på målfoto med en marginal av en nos. Han kom även tvåa i Algot Scotts Minne den 9 maj, slagen av Cokstile som knappt en månad senare segrade i 2020 års upplaga av Elitloppet. Cyber Lane själv blev inte inbjuden till Elitloppet 2020 utan nästa uppgift för honom blev istället Jämtlands Stora Pris den 6 juni. I det loppet slutade han på femteplats efter att ha travat i ledningen. Det var enda gången under 2020 som Cyber Lane var sämre än trea i ett lopp. Under hösten kom han på tredjeplats i Svenskt Mästerskap den 10 oktober på Åbytravet, besegrad av Very Kronos som travade nytt svenskt rekord. I nästa start fick Cyber Lane snabb revansch då han segrade i C.L. Müllers Memorial den 31 oktober på Jägersro. Han travade i ledningen och höll undan för hästar som Very Kronos och Moni Viking. Totalt sprang Cyber Lane in 2,2 miljoner kronor och segrade i fyra av tolv starter under 2020.

#### 2021
Säsongen 2021 årsdebuterade Cyber Lane den 10 april, återigen i L.C. Peterson-Broddas Minneslöpning på Jägersro som nu varit loppet för hans årsdebut tre år i rad. Denna gång slutade han på andraplats efter att ha förlorat med en marginal av ett huvud mot Racing Mange, som fått trava i ledningen medan Cyber Lane travade först i andraspår ("dödens"). Nästa start blev ett uttagningslopp till Paralympiatravet den 24 april på hemmabanan i Halmstad, där han kom på femteplats och fick se sig besegrad av Aetos Kronos. Den 16 maj 2021 segrade Cyber Lane i Copenhagen Cup, som är det största danska travloppet. Han vann i imponerande stil från ledningen på tiden 1.10,9 över distansen 2140 meter. Segern var karriärens andra i det danska storloppet som han även hade vunnit 2018.
Den 20 maj 2021 blev Cyber Lane den fjortonde hästen att bjudas in till 2021 års upplaga av Elitloppet, som kördes den 30 maj på Solvalla. Det blev karriärens första start i Elitloppet för Cyber Lane, som tidigare bjudits in en gång (2018) men den gången valde tränare och ägare att tacka nej till deltagande. Cyber Lane startade från spår sju i det första av de två försöksloppen och ställdes där mot bland annat Don Fanucci Zet och Vivid Wise As (senare etta och tvåa i finalen). Han hade svårt att utnyttja sin startsnabbhet från spåret och hamnade en bit bak i kön. Han skar mållinjen på sjundeplats och kom därmed inte med som en av fyra till finalen som kördes senare samma dag. Den 27 juli 2021 kom han på andraplats i Hugo Åbergs Memorial.

## Statistik
| Statistik för Cyber Lane (Ref.) | Statistik för Cyber Lane (Ref.) | Statistik för Cyber Lane (Ref.) | Statistik för Cyber Lane (Ref.) | Statistik för Cyber Lane (Ref.) | Statistik för Cyber Lane (Ref.) |
| ------------------------------- | ------------------------------- | ------------------------------- | ------------------------------- | ------------------------------- | ------------------------------- |
| Starter                         | Placeringar                     | Startprissumma                  | Segerprocent                    | Platsprocent                    | Rekord                          |
| 59                              | 29-10-7                         | 14 370 395 kr                   | 49 %                            | 78 %                            | 9,8ak, 9,7aak, 10,8am, 11,8al   |

### Löpningsrekord
| Datum             | Bana      | Lopp                 | Tid    | Distans | Startmetod | Kusk               |
| ----------------- | --------- | -------------------- | ------ | ------- | ---------- | ------------------ |
| 30 juli 2019      | Jägersro  | Hugo Åbergs Memorial | 1.09,7 | 1609 m  | autostart  | Johan Untersteiner |
| 25 maj 2019       | Solvalla  | Sweden Cup           | 1.09,8 | 1640 m  | autostart  | Johan Untersteiner |
| 16 september 2018 | Östersund | UET Trotting Masters | 1.10,8 | 2140 m  | autostart  | Johan Untersteiner |
| 10 oktober 2020   | Åby       | Svenskt Mästerskap   | 1.11,8 | 2640 m  | autostart  | Johan Untersteiner |

### Större segrar
| År   | Lopp                                        | Kusk               | Vinstbelopp   | Grupp   |
| ---- | ------------------------------------------- | ------------------ | ------------- | ------- |
| 2017 | Margaretas Tidiga Unghästserie, 4-åriga h/v | Johan Untersteiner | 300 000 SEK   | -       |
| 2017 | Svenskt Travderby                           | Johan Untersteiner | 4 000 000 SEK | Grupp 1 |
| 2017 | Breeders' Crown, 4-åriga h/v                | Johan Untersteiner | 1 600 000 SEK | Grupp 1 |
| 2017 | Solvalla Grand Prix                         | Johan Untersteiner | 400 000 SEK   | Grupp 2 |
| 2018 | Copenhagen Cup                              | Johan Untersteiner | 501 638 SEK   | Grupp 1 |
| 2018 | Kjell P. Dahlströms Minne                   | Johan Untersteiner | 200 000 SEK   | -       |
| 2018 | C.L. Müllers Memorial                       | Johan Untersteiner | 400 000 SEK   | Grupp 2 |
| 2020 | C.L. Müllers Memorial                       | Johan Untersteiner | 400 000 SEK   | Grupp 2 |
| 2021 | Copenhagen Cup                              | Johan Untersteiner | 400 000 SEK   | Grupp 2 |

## Utmärkelser

### Hästgalan
Cyber Lane var en av fyra nominerade hästar i kategorin "Årets Häst" inför Hästgalan 2017. Han förlorade utmärkelsen till Readly Express. Han vann dock kategorin "Årets 4-åring" samma år.
| År   | Nominerad       | Resultat | Ref.         |
| ---- | --------------- | -------- | ------------ |
| 2017 | "Årets 4-åring" | 1        | [ 20 ] [ 5 ] |
| 2017 | "Årets Häst"    | 3        | [ 20 ] [ 5 ] |

## Stamtavla
| Efter Raja Mirchi 2007     | Viking Kronos 1995 | American Winner  | Super Bowl       |
| Efter Raja Mirchi 2007     | Viking Kronos 1995 | American Winner  | B.J.'s Pleasure  |
| Efter Raja Mirchi 2007     | Viking Kronos 1995 | Conch            | Bonefish         |
| Efter Raja Mirchi 2007     | Viking Kronos 1995 | Conch            | Vikings Venus    |
| Efter Raja Mirchi 2007     | Dame Lavec 1995    | Quito de Talonay | Florestan        |
| Efter Raja Mirchi 2007     | Dame Lavec 1995    | Quito de Talonay | Dent Blanche     |
| Efter Raja Mirchi 2007     | Dame Lavec 1995    | Kit Lobell       | Speedy Crown     |
| Efter Raja Mirchi 2007     | Dame Lavec 1995    | Kit Lobell       | Keystone Pioneer |
| Undan Sybaris Hanover 2006 | Cantab Hall 2001   | Self Possessed   | Victory Dream    |
| Undan Sybaris Hanover 2006 | Cantab Hall 2001   | Self Possessed   | Feeling Great    |
| Undan Sybaris Hanover 2006 | Cantab Hall 2001   | Canland Hall     | Garland Lobell   |
| Undan Sybaris Hanover 2006 | Cantab Hall 2001   | Canland Hall     | Canne Angus      |
| Undan Sybaris Hanover 2006 | Superoo 1994       | Supergill        | Super Bowl       |
| Undan Sybaris Hanover 2006 | Superoo 1994       | Supergill        | Winky's Gill     |
| Undan Sybaris Hanover 2006 | Superoo 1994       | Song Bay         | Texas            |
| Undan Sybaris Hanover 2006 | Superoo 1994       | Song Bay         | Singing Bay      |